# Stalachtis albulus
Stalachtis albulus är en fjärilsart som beskrevs av Rebillard 1958. Stalachtis albulus ingår i släktet Stalachtis och familjen juvelvingar. Inga underarter finns listade i Catalogue of Life.